# Juan Rana
Cosme Pérez, més conegut com a Juan Rana, (Tudela de Duero, 1593 — Madrid, 1672) fou un cèlebre actor còmic espanyol del segle d'or.